# Konstantin Rachkov
Pour les articles homonymes, voir Rachkov.
Pas d'image ? Cliquez ici

a Compétitions nationales et continentales officielles uniquement.

b Matchs officiels uniquement.
Konstantin Rachkov, né le 8 octobre 1978 à Alma-Ata (Union soviétique), est un joueur de rugby à XV russe. Il évolue aux postes de centre, d'arrière ou de demi d'ouverture. Il est le fils du boxeur Valeriy Rachkov.

## Carrière

### En club
Konstantin Rachkov arrive en France en 2001, lorsqu'il rejoint l'US Montauban. Il enchaîne ensuite avec des passages à Aurillac, Lyon, Tarbes, Valence-d'Agen, Aix-en-Provence et au Stade phocéen. Il termine sa carrière de joueur avec le RC Châteaurenard en Fédérale 2, entre 2013 et 2015,.

### En équipe de Russie
Il a disputé son premier match le 6 décembre 1997 contre l'équipe de Pologne.
Il se qualifie avec son équipe pour la Coupe du monde 2011, la Russie termine en effet deuxième du Championnat des Nations 2010.
Il fait partie du groupe sélectionné pour participer à la Coupe du monde 2011 en Nouvelle-Zélande. Il joue les quatre matchs de son équipe lors de la compétition.